# Morseleys boszanger
Morseleys boszanger (Phylloscopus olivaceus) is een vogelsoort uit de familie van de Phylloscopidae.

## Verspreiding
Morseleys boszanger komt alleen voor in de Filipijnen.

## Ondersoorten
Morseleys boszanger is monotypisch.